# Bocundji Ca
Bocundji Ca est un  footballeur international bissau-guinéen né le 28 décembre 1986 à Biombo (Guinée-Bissau). Il joue au poste de milieu défensif.

## Biographie
Il signe son premier contrat professionnel avec le FC Nantes en juin 2004 et joue son 1er match en Ligue 1 le 15 janvier 2005 contre Rennes. Au mois d'août 2006, Bocundji Ca a été appelé en équipe de Guinée-Conakry par Patrice Neveu. Il a finalement décliné cette sélection[réf. nécessaire]. 
Le 20 janvier 2008, il est prêté au club de National Tours FC pour une durée de 6 mois dans un premier temps puis y est définitivement transféré pour une durée de 3 ans.
Le 31 mai 2009, il signe un contrat de 3 ans à l'AS Nancy-Lorraine, pour un montant d'un million d'euros.
En juin 2010, il est prêté à son ancien club le Tours FC.
Le 4 septembre 2010, il honore sa première sélection en équipe nationale de Guinée-Bissau contre le Kenya (1-0) pour le compte des qualifications de la CAN 2012.
Le 26 juillet 2011, il signe un contrat de trois ans au Stade de Reims après avoir rompu sa dernière année de contrat à l'AS Nancy-Lorraine. Ne comptant que 13 apparitions sous le maillot rémois lors des saisons 2013-14 et 2014-15, il quitte la Champagne-Ardenne pour le Centre et la Berrichonne de Châteauroux le 29 janvier 2015.
Il rejoint le Paris Football Club, tout juste promu en Ligue 2, à l'intersaison 2015.Il joue pendant la première partie de saison mais est sorti du groupe à la trêve.
En 2016 il se retrouve sans  club, il déclare dans une interview au point qu'il a repoussé des offres pour mieux se consacrer aux qualifications de la CAN de la Guinée-Bissau  
Le 19 octobre 2017, il rejoint le Sporting Club de Bastia en National 3 pour une saison, plus une en option. Il joue 12 matchs avec le club avant de partir libre en fin de saison.

## Statistiques
| Saison                | Club                  | Championnat           | Championnat | Championnat | Coupe nationale | Coupe nationale | Coupe de la Ligue | Coupe de la Ligue | Guinée-Bissau | Guinée-Bissau | Total | Total |
| Saison                | Club                  | Division              | M.          | B.          | M.              | B.              | M.                | B.                | M.            | B.            | M.    | B.    |
| 2004-2005             | FC Nantes             | Ligue 1               | 8           | 1           | 1               | 0               | -                 | -                 | -             | -             | 9     | 1     |
| 2005-2006             | FC Nantes             | Ligue 1               | 19          | 0           | 2               | 0               | -                 | -                 | -             | -             | 21    | 0     |
| 2006-2007             | FC Nantes             | Ligue 1               | 9           | 0           | 3               | 0               | -                 | -                 | -             | -             | 12    | 0     |
| 2007-2008             | FC Nantes             | Ligue 2               | 5           | 0           | 1               | 0               | 1                 | 0                 | -             | -             | 7     | 0     |
| Sous-total            | Sous-total            | Sous-total            | 41          | 1           | 7               | 0               | 1                 | 0                 | -             | -             | 49    | 1     |
| 2007-2008             | Tours FC (prêt)       | National              | 15          | 2           | 2               | 0               | -                 | -                 | -             | -             | 17    | 2     |
| 2008-2009             | Tours FC              | Ligue 2               | 32          | 1           | 2               | 0               | 1                 | 0                 | -             | -             | 35    | 1     |
| Sous-total            | Sous-total            | Sous-total            | 47          | 3           | 4               | 0               | 1                 | 0                 | -             | -             | 52    | 3     |
| 2009-2010             | AS Nancy-Lorraine     | Ligue 1               | 17          | 0           | 1               | 0               | 1                 | 0                 | -             | -             | 19    | 0     |
| Sous-total            | Sous-total            | Sous-total            | 17          | 0           | 1               | 0               | 1                 | 0                 | -             | -             | 19    | 0     |
| 2010-2011             | Tours FC (prêt)       | Ligue 2               | 34          | 0           | -               | -               | 1                 | 0                 | 4             | 0             | 39    | 0     |
| Sous-total            | Sous-total            | Sous-total            | 34          | 0           | -               | -               | 1                 | 0                 | 4             | 0             | 39    | 0     |
| 2011-2012             | Stade de Reims        | Ligue 2               | 35          | 1           | 1               | 0               | -                 | -                 | 4             | 0             | 40    | 1     |
| 2012-2013             | Stade de Reims        | Ligue 1               | 32          | 0           | 1               | 0               | -                 | -                 | -             | -             | 33    | 0     |
| 2013-2014             | Stade de Reims        | Ligue 1               | 6           | 0           | -               | -               | 1                 | 0                 | 2             | 0             | 9     | 0     |
| 2014-2015             | Stade de Reims        | Ligue 1               | 5           | 0           | -               | -               | 1                 | 0                 | 1             | 0             | 7     | 0     |
| Sous-total            | Sous-total            | Sous-total            | 78          | 1           | 2               | 0               | 2                 | 0                 | 7             | 0             | 89    | 1     |
| 2014-2015             | LB Châteauroux        | Ligue 2               | 11          | 0           | -               | -               | -                 | -                 | 1             | 0             | 12    | 0     |
| Sous-total            | Sous-total            | Sous-total            | 11          | 0           | -               | -               | -                 | -                 | 1             | 0             | 12    | 0     |
| 2015-2016             | Paris FC              | Ligue 2               | 15          | 0           | 2               | 0               | 1                 | 0                 | 3             | 0             | 21    | 0     |
| Sous-total            | Sous-total            | Sous-total            | 15          | 0           | 2               | 0               | 1                 | 0                 | 3             | 0             | 21    | 0     |
| Total sur la carrière | Total sur la carrière | Total sur la carrière | 243         | 5           | 16              | 0               | 7                 | 0                 | 15            | 0             | 281   | 5     |